# Erika Bella
Erika Bella (Budapest, 1972. augusztus 23. – ) magyar pornószínésznő. Erica Red, Erika Lamour, Erica Rouge, Erika Stone, Erica Rakoscy álneveken is forgatott pornófilmeket.

## Életrajz
1994-ben, 22 éves korában kezdett el pornófilmekben szerepelni. 2005-ben fejezte be pornószínésznői pályafutását.
Pályafutása alatt együtt dolgozott Marc Dorcel francia–magyar származású felnőttfilmes producerrel is. Felnőttfilmesként az Evil Angel, a Private Media Group, és a Wicked Pictures cégeknek is dolgozott.

## Díjak
1996-ban megnyerte az AVN-díjat a Best Group Sex Scene kategóriában a World Sex Tour 1… című filmet nyújtott alakításáért.